# Halvardstjärnen, Värmland
Halvardstjärnen är en sjö i Kils kommun i Värmland och ingår i Göta älvs huvudavrinningsområde.